# Marielund
Marielund este o arie protejată (arie specială de conservare — SAC, sit de importanță comunitară — SCI) din Suedia întinsă pe o suprafață de 17,8 ha, integral pe uscat.

## Localizare
Centrul sitului Marielund este situat la coordonatele 56°12′51″N 15°32′14″E / 56.2142°N 15.5372°E.

## Înființare
Situl Marielund a fost declarat sit de importanță comunitară în ianuarie 2002 pentru a proteja 2 specii de animale. Situl a fost protejat și ca arie specială de conservare în martie 2011.

## Biodiversitate
Situată în ecoregiunea boreală, aria protejată conține 5 habitate naturale: Păduri de fag Luzulo-Fagetum, Păduri acidofile de stejar bătrân cu Quercus robur pe câmpii nisipoase, Taiga vestică, Roci stâncoase cu vegetație pionieră de Sedo-Scleranthion sau Sedo albi-Veronicion dillenii, Păduri de fag Asperulo-Fagetum.
La baza desemnării sitului se află mai multe specii protejate de  nevertebrate (2): rădașcă (Lucanus cervus), Osmoderma eremita.